# کمیک‌های شهوانی
کمیک‌های شهوانی که اساساً روی برهنگی و فعالیت جنسی یا به خاطر خودشان یا به عنوان یک عنصر اصلی داستان تمرکز دارند. به همین ترتیب، معمولاً مجاز به فروش به خردسالان نیستند. مانند سایر ژانرهای کمیک، آنها می‌توانند از پانل‌های منفرد، نوارهای کوتاه کمیک، کتابهای کمیک یا رمان‌ها و آلبوم‌های گرافیکی تشکیل شوند.
در اواسط قرن بیستم، اکثر کمیک‌ها برای کودکان تولید می‌شدند، و در آمریکای شمالی مطالب اکثر کمیک‌ها توسط اداره کمیسیون کد محدود شد تا برای کودکان مناسب باشد. در نتیجه، کمیک‌های شهوانی در مقایسه با سایر اشکال هنر اروتیک و داستان پردازی، گاهی مورد انتقاد و بررسی دقیق قرار گرفته‌اند. علاوه بر این، اعمال قوانینی علیه پورنوگرافی کودک درمورد مطالبی که شخصیتهای داستانی با سن قانونی ندارند، در سطح بین‌المللی متفاوت بوده‌است.

## تاریخ

### اروپا

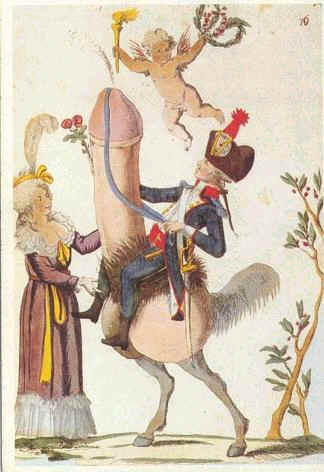
کارتون قرن ۱۸. ماری آنتوانت و ژنرال و سیاستمدار بزرگ فرانسوی لافایت.

اروتیک تقریباً از زمان تولید رسانه ویژگی کمیک‌ها بوده‌است. ماری آنتوانت، لوئیس شانزدهم و سایر موضوعات اشرافی در کاریکاتورهای صریح جنسی از جمله The Royal Dildo و The Royal Orgy به رسمیت شناخته شدند.

### آمریکای شمالی

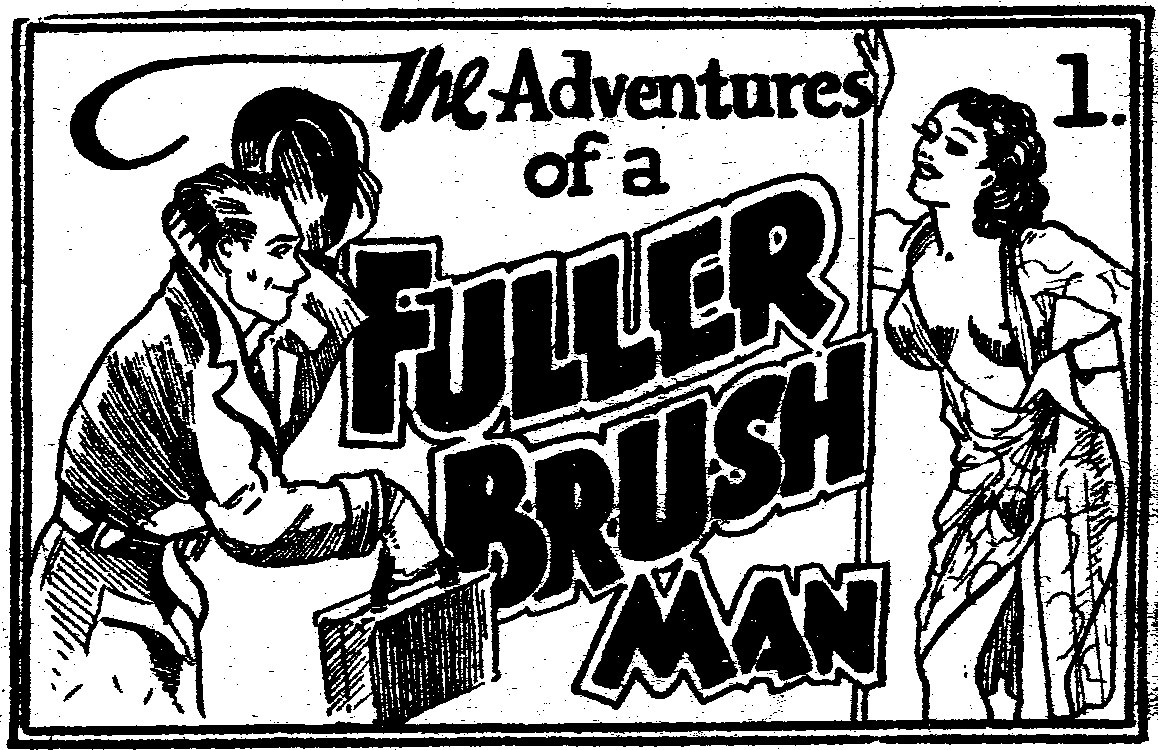
اولین نمونه هشت صفحه ای The Adventures of a Fuller Brush Man، در حدود سال ۱۹۳۶ منتشر شد

برخی از اولین کتابهای کمیک اروتیک در آمریکای شمالی به اصطلاح کتابهای Tijuana بودند که برای اولین بار در دهه ۱۹۲۰ ظاهر شدند. آنها به‌طور معمول هشت صفحه ای سیاه و سفید بودند. موضوع معمولاً ماجراهای جنسی شخصیت‌های شناخته شده طنز، چهره‌های سیاسی و ستاره‌های فیلم بود که بدون اجازه تولید می‌شد. میلیون‌ها کتاب Tijuana در اوج محبوبیت خود در دهه ۱۹۳۰ به فروش می‌رسید. آنها پس از جنگ جهانی دوم با کاهش شدید تقاضا روبرو شدند.

### ژاپن

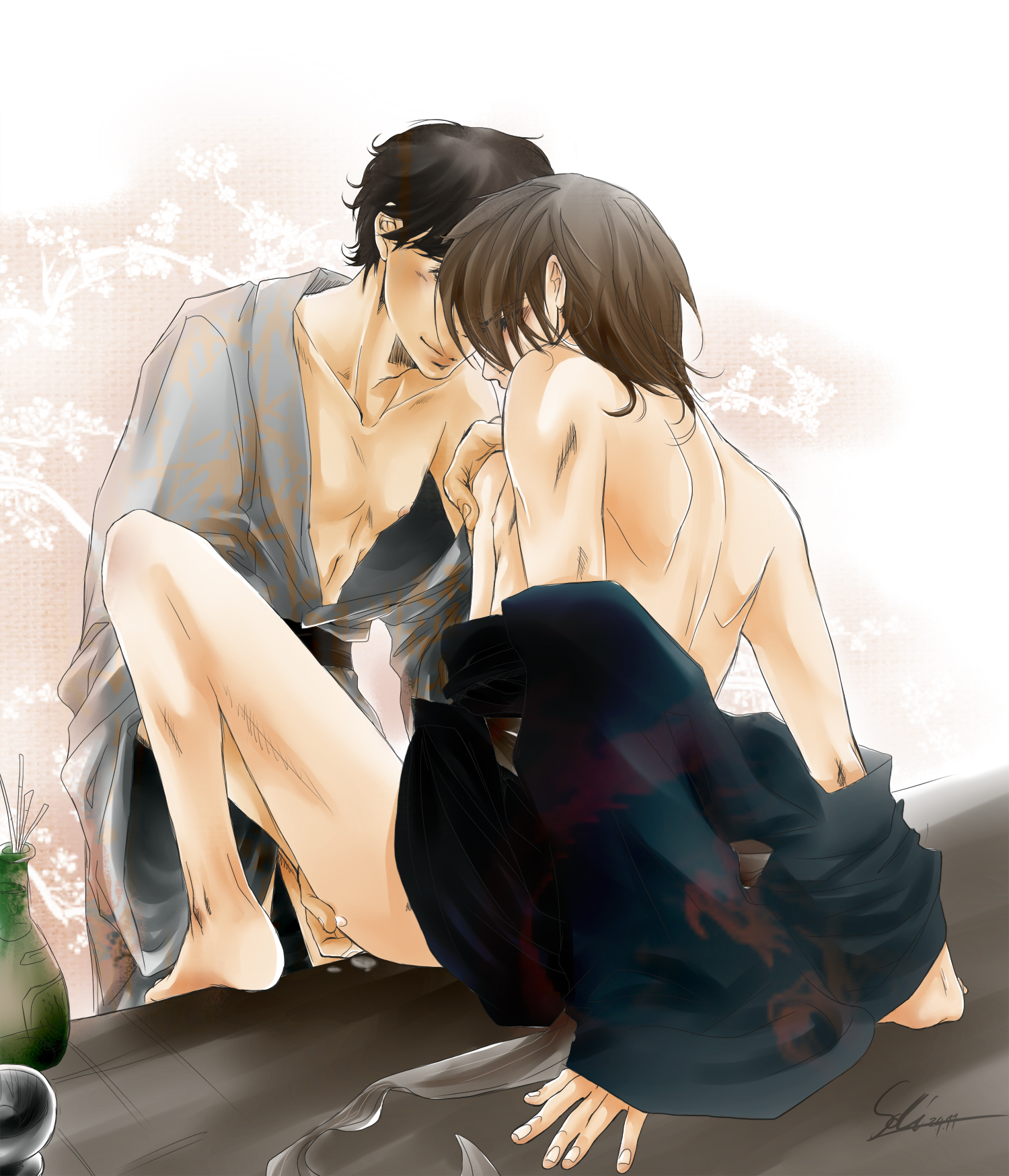
جفت شدن مردان جوان موضوعی رایج از مانگای یوی است.

تصاویر جنسی مدتهاست که بخشی از هنر مصور ژاپنی است، مانند رؤیای همسر مرد ماهی‌گیر که یک زن را در آغوش جنسی با دو اختاپوس به تصویر می‌کشد. با این حال، چنین کارهایی تا حد زیادی توسط دولت ممنوع شد. با توسعه بازار مانگا ژاپنی ("طنز") پس از جنگ جهانی دوم، درام‌های شهوانی مانند Ero Mangatropa (1973)، Erogenica (1975) و Alice (1977) تولید شدند.

### هند
اگرچه تولید و توزیع پورنوگرافی در هند غیرقانونی است، اما محبوبیت خود را حفظ کرده‌است و صنعت کوچکی از کمیک‌های وابسته به اروتیک در اوایل قرن بیست و یکم در آنجا توسعه یافته‌است. سریال Savita Bhabhi، در مورد ماجراهای جنسی یک زن خانه‌دار سردمزاج از نظر عاطفی، این محدودیت‌های قانونی را به چالش کشیده‌است.